# Diocese de Novo Hamburgo
A Diocese de Novo Hamburgo (Dioecesis Novohamburgensis) é uma divisão territorial da Igreja Católica sediada em Novo Hamburgo, no estado do Rio Grande do Sul.

## Histórico
A Diocese de Novo Hamburgo foi criada aos 2 de fevereiro de 1980 pela bula Cum sacer praesul ecclesia, do Papa São João Paulo II, desmembrada da Arquidiocese de Porto Alegre.

## Demografia
A diocese abrange os seguintes municípios: Araricá, Canela, Campo Bom, Dois Irmãos, Estância Velha, Gramado, Igrejinha, Ivoti, Lindolfo Collor, Morro Reuter, Nova Hartz, Nova Petrópolis, Novo Hamburgo, Parobé, Picada Café, Presidente Lucena, Riozinho, Rolante, Santa Maria do Herval, São Leopoldo, Sapiranga, Taquara e Três Coroas. O atendimento pastoral é organizado por 49 paróquias, 2 santuários e 4 seminários, desta forma distribuídos:

### Área Pastoral de Dois Irmãos
- Paróquia Santíssima Virgem Maria Imaculada - Morro Reuter
- Paróquia Nossa Senhora Auxiliadora - Santa Maria do Herval
- Paróquia Santa Joana Francisca de Chantal - Picada Café
- Paróquia São Miguel - Dois Irmãos
- Paróquia São Pedro Apóstolo - Ivoti

### Área Pastoral de Novo Hamburgo
- Paróquia Catedral São Luiz Gonzaga - Novo Hamburgo
- Paróquia Nossa Senhora Aparecida - Novo Hamburgo
- Paróquia Nossa Senhora da Piedade - Novo Hamburgo
- Paróquia Nossa Senhora das Graças - Novo Hamburgo
- Paróquia Nossa Senhora de Fátima - Novo Hamburgo
- Paróquia Nossa Senhora do Rosário - Novo Hamburgo
- Paróquia Sagrada Família - Novo Hamburgo
- Paróquia Sagrado Coração de Jesus - Novo Hamburgo
- Paróquia Santo Antônio - Novo Hamburgo
- Paróquia São José - (Primavera) Novo Hamburgo
- Paróquia São José Operário - (Canudos) Novo Hamburgo
- Paróquia São José - (Lomba Grande) Novo Hamburgo
- Paróquia Sagrado Coração de Jesus - Estância Velha

### Área Pastoral de São Leopoldo
- Paróquia Nossa Senhora Aparecida - São Leopoldo
- Paróquia Nossa Senhora da Conceição - São Leopoldo
- Paróquia Nossa Senhora das Graças - São Leopoldo
- Paróquia Nossa Senhora Medianeira - São Leopoldo
- Paróquia Santa Catarina - São Leopoldo
- Paróquia Santo Inácio - São Leopoldo
- Paróquia São João Batista - São Leopoldo
- Paróquia São Jorge - São Leopoldo
- Paróquia São José de Anchieta - São Leopoldo
- Paróquia São José Operário - São Leopoldo

### Área Pastoral de Sapiranga
- Paróquia Cristo Rei - Campo Bom
- Paróquia Nossa Senhora da Conceição - Araricá
- Paróquia Nossa Senhora de Lourdes - Nova Hartz
- Paróquia Sagrado Coração de Jesus - Sapiranga
- Paróquia Santa Cristina - Parobé
- Paróquia Santa Teresinha - Campo Bom
- Paróquia São João Batista - Parobé
- Paróquia São João Batista - Sapiranga
- Paróquia São Luiz Gonzaga - Sapiranga

### Área Pastoral da Serra
- Paróquia Nossa Senhora de Lourdes - Canela
- Paróquia Nossa Senhora de Lourdes - Gramado
- Paróquia Paróquia São Lourenço Mártir  - Nova Petrópolis
- Paróquia São José Operário - Nova Petrópolis
- Paróquia São Pedro - Gramado

### Área Pastoral de Taquara
- Paróquia Imaculada Conceição - Igrejinha
- Nossa Senhora da Imaculada Conceição - Rolante
- Nossa Senhora do Caravaggio - Rolante
- Nossa Senhora do Rosário - Riozinho
- Sagrada Família - Três Coroas
- Santa Teresinha - Taquara
- Senhor Bom Jesus - Taquara

### Seminários
- Seminário Maior São Luiz Gonzaga - Viamão
- Seminário Menor Maria Auxiliadora - Dois Irmãos
- Seminário Maria Mater Ecclesiae do Brasil - Itapecerica da Serra/SP
- Seminário Propedêutico Betânia - Novo Hamburgo

### Santuários
- Santuário das Mães - Novo Hamburgo
- Santuário Sagrado Coração de Jesus - (Pe. Reus) São Leopoldo

## Bispos
| Bispos | Bispos                                     | Bispos     | Bispos                                             |
|        | Nome                                       | Período    | Notas                                              |
| ------ | ------------------------------------------ | ---------- | -------------------------------------------------- |
| 5º     | João Francisco Salm                        | 2022-atual |                                                    |
| 4º     | Zeno Hastenteufel                          | 2007-2022  | Renunciou por idade                                |
| 3º     | Osvino José Both                           | 1995-2006  | Nomeado Arcebispo do Ordinariado Militar do Brasil |
| 2º     | Carlos José Boaventura Kloppenburg, O.F.M. | 1986-1995  | Renunciou por idade                                |
| 1º     | Aloísio Sinésio Bohn                       | 1980-1986  | Nomeado Bispo de Santa Cruz do Sul                 |